# Anna Belousovová
Anna Belousovová z domu Malíková (ur. 8 sierpnia 1959 w Wysokiej nad Kisucą) – słowacka nauczycielka i polityk, w latach 1999–2003 przewodnicząca Słowackiej Partii Narodowej, od 2006 do 2010 wiceprzewodnicząca Rady Narodowej.

## Życiorys
Urodziła się w rodzinie zawodowego wojskowego, dzieciństwo spędziła w Kieżmarku. Po ukończeniu szkoły średniej w Czadcy odbyła studia wyższe na wydziale przyrodniczym Uniwersytetu Komeńskiego w Bratysławie na kierunku nauczycielskim (w specjalności matematyka i geografia). W 1983 podjęła pracę nauczycielki w szkole podstawowej w Czadcy, gdzie przepracowała dziesięć lat.
W 1990 znalazła się wśród członków założycieli regionalnego oddziału Słowackiej Partii Narodowej. W latach 1994–1999 pełniła funkcję wiceprzewodniczącej SNS. W 1998 uzyskała po raz pierwszy mandat deputowanej do Rady Narodowej. W 1999 wraz ze zwolennikami doprowadziła do odwołania przewodniczącego narodowców Jána Sloty, po czym sama objęła funkcję przewodniczącej tego ugrupowania. W 2001 doprowadziła do wykluczenia swojego poprzednika i kilku posłów z szeregów SNS, którzy następnie powołali Prawdziwą Słowacką Partię Narodową. W 2002 oba ugrupowania narodowców znalazły się poza parlamentem. W 2003 doszło do ich zjednoczenia, Ján Slota został przewodniczącym, a Anna Belousovová pierwszą wiceprzewodniczącą SNS.
W 2006 powróciła do słowackiego parlamentu, do 2010 pełniła funkcję wiceprzewodniczącej Rady Narodowej. W 2010 z powodzeniem ubiegała się o reelekcję, sprawując mandat deputowanej do 2012. W lutym 2011 została wykluczona z SNS, następnie założyła własne ugrupowanie polityczne pod nazwą Národ a Spravodlivosť, które zostało zarejestrowane w październiku 2011. Później związała się z partią Republika.

## Życie prywatne
Była zamężna z rosyjskim przedsiębiorcą Aleksandrem Belousowem, który zmarł w 2004.